# 光復元朗 (2015年)
光復元朗為2015年3月1日在香港新界元朗所發生的社會運動，由勇武前綫、本土民主前線及熱血公民等本土派政治組織、社交網絡群組及元朗區居民發起，原因為抗議香港境內水貨客問題及爭取取消港澳個人遊一簽多行，目標與自2012年9月起發動的光復上水站的原因相近，為2015年繼光復屯門及捍衛沙田後，第三次抗議香港境內水貨客問題活動。示威者指控香港政府放任中國大陸水貨客充斥元朗，涉嫌從事走私活動，同時使物價膨脹及商舖租金上升，位於元朗市中心一帶的小商戶被深受自由行歡迎的藥房及珠寶店取代，嚴重影響居民生活。約500名網民響應號召，集中到元朗市中心示威，行動持續約8小時，最終演變成為衝突，為歷來光復行動中最激烈的一次，示威者更一度佔領元朗大馬路，警察機動部隊需要施放胡椒噴劑及使用警棍驅散示威者。隨著警察加強佈防及示威者自行散去，光復元朗行動至晚上10時半結束。事件造成11人受傷，38人被捕。

## 經過

### 發起
2015年2月15日捍衛沙田發生後，勇武前綫於同月18日在Facebook專頁發動於3月1日舉行光復元朗行動，在港鐵西鐵綫元朗站出發，約600人表示將會參與。其後熱血公民及本土民主前線亦計劃於同日舉行光復元朗抗議活動，原定於下午3時從西鐵線朗屏站出發，遊行至元朗市中心，直達壽富街奶粉批發城對出位置，然後經由同樂街及安寧路，再折返朗屏站解散。
對於有政治組織及社交網絡群組發起光復元朗行動，有元朗區鄉紳被發現在社交網絡上聲言將會擲糞還擊、聘用尼泊爾人捉拿女示威者入村，對示威者「釘板放塘底」，令到他們全家不得安寧，更揚言有組織懸紅5萬港元以傷害示威者，其後網民將其公司及電話號碼起底，經過香港傳媒廣泛報道後，有關鄉紳解釋該段留言純屬私下閒談，並非有組織行動或恐嚇，並就言論引起一些人的傷痛向受影響者致歉。
由元朗區6個鄉事委員會及商會等組成的元朗各界團體領袖聯席會議於光復元朗行動舉行前一日（即2月28日）聲明反對光復元朗，立法會議員兼任元朗區議會主席梁志祥引述表示，部分居民揚言將會還擊示威者的擾亂行為，他就此呼籲各方保持克制。此外，原定有元朗區村民計劃動用10輛旅遊巴士載員到元朗市中心維持秩序，不排除回應示威者，惟因為警務處已經向光復元朗組織者發出不反對通知書，故此光復元朗乃是合法集會，村民若然阻撓有可能被拘捕，故此上述種種計劃臨時取消。另外，他們亦表示收到約40個商戶求助，擔心將會有衝擊情況發生。香港工商總會元朗分會主席黃達光指出，元朗有約千間商戶，大部分都擔心光復元朗行動會令他們生意受損，並且透露將會派遣百名法律顧問組成團隊，沿著示威者的行蹤攝錄蒐集，以便日後進行民事索償。元朗各界團體領袖聯席表示強烈反對暴力、指罵及挑釁的行為，認為種種行為只會擾亂社會秩序，並促請各方保持克制，同時要求警察加強警力及嚴正執法，又呼籲商戶及市民注意安全。梁志祥補充：「我們真的無法控制，亦預料不到，包括你（記者）所說，聽聞有人（將會向示威者）掟排泄物，我們都未必知道，我們是不會向他們（示威者）做不文明的做法。他們不文明，不等於我們不文明。」
而警察就勸告元朗區的藥房及連鎖店不要將貨品放置在店外，以便示威者來臨時可以迅速拉下鐵閘。梁福祥批評警察呼籲商戶被衝擊時迅速應拉下鐵閘的方式，認為此會令到市民恐慌，以為警察無力維持秩序，對此表示遺憾及失望。

### 等候
下午約2時半，近百名身穿黃衫的熱血公民成員聯同其他參與活動的示威者乘坐西鐵線抵達朗屏站，其中兩名示威者乘列車到達朗屏站時被反對者包圍及以粗口辱罵，其中一名示威者被踢。眾人出發前在鐵路站外的空地持旗幟（包括首次展示、建基於龍獅旗再度設計之新香港城邦自治主張旗幟──「鳳凰龍獅旗」，為「城邦自治」旗幟）及標語，部份人戴口罩、持傘，甚至戴上頭盔及眼罩等防護裝備，高叫反水貨客的口號，又有人在朗屏站外的地面噴上「光復元朗」大字。約30名自稱為元朗居民的反對者（包括愛護香港力量召集人李嘉嘉）對著他們高呼「熱狗（對熱血公民之蔑稱），走狗，無面見人，破壞社會」，有人揚言「這裡是元朗，不許他們在此鬧事！」愛護香港力量重要成員李家家更聲言「會用盡所有方法，不許示威人士走進元朗。」要求示威者離開，又指責警察不應該保護該群示威者，需要警務人員調停。雙方其後爆發罵戰，有反對者從示威者搶走「鳳凰龍獅旗」，亦有反對者從高處向示威者擲下水樽，幸好無人受傷。
與此同時，西鐵綫元朗站F出口有約20至30名示威者聚集，在場亦有逾10名警務人員監視。有警務人員截查及搜查戴口罩者，當中部份人被帶走。不久後，示威者由新元朗中心穿過天橋前往青山公路－元朗段（元朗大馬路範圍）。
而元朗鄉事派則將十八鄉鄉公所列為指揮中心，以便隨時動員反擊。元朗區議會主席梁福元接受查詢時承認，是他號召村民前來，惟原有反抗議活動的部署均已取消。

### 行動展開
警察將兩批人分隔後，活動才能夠開始，由近百名熱血公民及本土民主前線成員所組成的遊行隊伍至下午3時30分才起步，由保輝徑明渠起步至壽富街一帶。至41分兩個組織分為兩路，熱血公民成員集結在安寧路與保暉徑交界，本土民主前線成員則由安寧路準備轉入壽富街。附近商戶為避免混亂波及，均將鐵閘局部拉下；而位於壽富街的奶粉批發城由於屬於被滋擾的高危目標，該店隨即以單車鏈鎖起店鋪玻璃門，店內同時有數名警務人員戒備。示威者在該店玻璃牆上貼上「水貨名店」標貼，諷刺該店經營水貨走私。熱血公民成員遊行至安寧路時拒絕返回行人路，癱瘓行車線，而本土民主前線成員則繼續與反對者口角，警察拉起橙色封鎖線以防有人衝出馬路，然而效用不大。熱血公民成員其後返回朗屏站外，沒有參與行動。

### 爆發衝突
當大部份示威者抵達壽富街一間奶粉批發城門前聚集及示威後，場面開始發生混亂。愛港之聲主席高達斌亦在此現身，聲稱數十成員已經接近以至加入遊行隊伍，以監察活動中有否涉及違法行為。有元朗區村民和居民與本土民主前線成員爆發衝突，有人衝向示威者及搶走對方所持旗幟，又向示威者揮拳，警察需要使用警棍驅散，再作兩批人等分開隔離。有藥房職員試圖毆打示威者而被警察隔離，在衝突中揮拳擊中警務人員面部，而被帶走。與此同時，本土民主前線在其facebook專頁宣布，因為警察無能力控制場面，因此他們將解散光復元朗遊行隊伍，表明其後所發生的事件均為民眾自發，與其組織無關，並且呼籲人群不要衝出馬路。現場其後不斷發生肢體衝突，多人打鬥。至下午4時10分，有吉普車司機駛入壽富街，其間與示威者對罵，有示威者拍打車身，司機駁斥：「走吧！這裡是元朗啊，你以為是旺角啊？」
至下午4時半，同樂街及安寧路交界處因為示威者和反對者所引起的衝突而變得混亂，雙方先是口角，繼而有部份人動武，警察機動部隊因而首度施放胡椒噴劑。期間有人趁亂非禮女性示威者被拘捕，亦有一名穿著藍衫男子向示威者揮動攝影機單腳架，被示威者誤以為是便衣警務人員，一度將其追打及包圍，未幾警務人員趕抵罪案現場調停，以涉嫌襲擊罪拘捕該名揮棍男子。而壽富街就有反對者向示威者投擲水樽，示威者亦施以還擊，警察因而再度施放胡椒噴劑。期間有警務人員和記者被誤中，包括採訪中的《明報》記者、亞洲電視新聞台記者和有線電視新聞台攝影師記者各一名。另外，有人乘亂從人群中投擲「顏色彈」，多名警務人員和示威者被擊中，工作服被染黃。在衝突持續下，有自稱元朗區居民不滿示威者混入他們當中製造混亂，要求示威者離開，惟示威者高舉黃傘駐足，警察遂嘗試在反對者人群帶走示威者，觸發三方互相推撞。一名男示威者被拘捕期間，一名女示威者被制服期間仆倒地上，口鼻流血，其後被一名女性警長送往救護車上，其後以阻礙公職人員執行職務將其拘捕。警察表示該名女示威者當時嘗試將上述正被拘捕的男性示威者從警察手中拉走，女示威者則表示當時為執拾其遺落在地上的手提電話（而DBC攝錄到其事發經過，並且將該片段上傳至其社交網絡專頁）。
延至傍晚近6時，逾百名示威者在麥當勞快餐店門外聚集，後與警察發生肢體衝突，一名傳媒聯絡隊人員（便衣警務人員，當時身穿「傳媒聯絡 Media Liasion」背心及在胸口有掛上警察委任證）在元朗大馬路創興銀行門外遭半百示威者包圍，該名便衣警務人員嘗試突圍不果，其後開始有示威者抓摑其面，多個示威者再向其面部揮拳，為時逾一分鐘；及後再被一名示威者向其眼部噴射止汗劑，該名便衣警務人員隨後從企姿轉為半跪姿；一批軍裝警務人員隨即趕抵增援，施放胡椒噴劇驅逐人群。期間麥當勞快餐店職員拉下鐵閘，避免受到衝突波及，不過仍然有部份涉事的示威者成功走進店內，其後一批便衣警務人員進入店內搜尋相關的示威者。有食客大呼「救命」，「他們是不是瘋了」。有警務人員警告「打警員打多你幾次！」，而圍觀的示威者就一直以粗口挑釁警務人員及指罵警務人員為「垃圾！黑警！」及「食屎狗！」期間一名便衣警務人員阻止圍觀的示威者推進拘捕範圍時懷疑拍打了一名圍觀的示威者的手部或者所持的攝錄鏡頭。當涉事疑犯被拘捕後，圍觀的示威者見狀後再大叫「黑警！放人！」警察遂使用揚聲器警告人群立即和平散去，否則將會採取拘捕行動，而便衣警務人員就繼續押走疑犯。數分鐘後，數名軍裝警務人員進入店內上層，其中一名警長向高叫「黑警」者回應「有什麼出來講，不是吃東西的全部離開！」及要求下屬「全數趕走在樓梯上的人。」一名麥當勞快餐店職員就樓下呼籲所有人：「不要嚇倒些小朋友，大家！」示威者遂逐漸離開，而店內食客則被逼滯留約10分鐘後，才陸續獲得警察放行。混亂期間，有人向上述快餐店投擲紅油。

### 佔領元朗大馬路
該名便衣警務人員隨後被示威者追打至元朗大馬路上，原來位於路邊兩旁的示威者見狀亦衝出、並且佔領馬路，來回方向全線亦告封閉，輕鐵服務被逼暫停。之後愈來愈多示威者企圖衝出馬路前往屯門區方向的路段，部份示威者更闖入輕鐵路軌範圍，使到其中一方向的列車行線受到阻礙。警察機動部隊傳令員其後舉起紅旗警告，警察再施放胡椒噴劑。其後，有交通部警務人員駕駛電單車進入輕鐵路軌範圍上，期間電單車一度卡在路軌上，由港鐵職員協助下一同推動電單車才能夠離開。
到6時44分，部份示威者發動流動佔領，部分人由元朗大馬路轉往教育路及康樂路將交通癱瘓，至8時重返元朗大馬路。期後，警察一度走上行人路拘捕示威者，觸發示威者不滿再一次衝出馬路，場面混亂，警務人員需要揮動警棍嘗試驅逐，及制服部份示威者，然後組成人鏈阻止有人再次衝出馬路，並且使用揚聲器呼籲示威者克制，同時要求路人不要駐足圍觀。期間，警察多次以揚聲器警告，如果示威者不散去，警察將會採取拘捕行動。而當一名警員途經人群時突然折返，質問一名站於身旁的途人「你做乜打我啊？（你為什麼打我啊？）」，途人辯稱沒有，當警務人員嘗試拘捕該名男子時，雙方發生肢體衝突，不滿的圍觀者不滿上前理論，又將該名男子拉扯，附近數名警務人員則一湧而上，嘗試拘捕該名男子。混亂中，該名男子、群眾和警察中數人倒地，一名警署警長衝入範圍向拉扯者手部揮動警棍，並且協助制服該名男子。至晚上約9時半，大部分示威者散去，僅餘約20名在元發徑徘徊，直至晚上10時許，該處氣氛才回復平靜，全數示威者亦陸續散去，另外約10名本土民主前線成員和陳玉峰等人則在天水圍警署門外聲援此前被拘捕的示威者，均亦於同日晚上散去。

## 拘捕
元朗警區警司柳美欽表示，截至同日晚上8時半，有31男及2女被拘捕，涉嫌阻礙公職人員執行職務、公眾地方行為不檢、無牌管有無線電通訊器具、藏有攻擊性武器、普通襲擊、襲擊警務人員、公眾地方打架及非禮等，年齡界乎13至74歲。另外，事件造成5名警務人員受傷，需要送往醫院治理。柳美欽譴責破壞法紀的行為，指出示威者和反對者多次對罵及投擲物品，並且衝出馬路，嚴重阻塞交通，不排除於稍後採取拘捕行動。其後，多5人被拘捕，由元朗警區重案組負責。柳美欽強調警察在行動中的表現克制，透露6名人員曾經使用胡椒噴劑，亦有警務人員拔出警棍戒備，在施放胡椒噴劑前亦已經作出適當的警告。對於有記者被胡椒噴劑擊中，解釋當時情況混亂，認為施放胡椒噴劑擊中記者很可能是意外，射擊對象並非記者，以至警務人員本身亦被誤中。
翌日下午，元朗警區舉行記者會講及光復元朗抗議活動的警務行動，元朗警區助理指揮官（刑事）魏志崇表示，兩個團體前日在元朗市中心遊行後，分別在壽富街及元朗大馬路與圍觀者先對罵後衝突，並且衝出走馬路，影響交通，令逾10條巴士路綫被逼改道，又滋擾途人及商鋪，警察為了保障公共安全及秩序而採取了果斷的最低武力措施，以阻止違法的暴力行為。有關人員又展示從示威者身上檢獲的武器，包括從兩名疑犯身上搜獲一柄20厘米長的彈弓摺刀、兩柄鎅刀、一支辣椒油、5支自製辣椒噴劑及一支自製胡椒噴霧等，另外從其他疑犯身上搜獲自製盾（包括膠製、以鐵絲網捆綁製成及以洗衣機門蓋製成）、護甲、逾30厘米長的膠棍、鐵枝、螺絲批、打火機、易燃液體及硫磺粉等危害物質，並且在其中一名疑犯的住宅搜獲3支40厘米長、安裝有電擊功能的自製警棍等，及在另外一名疑犯的住宅搜獲電子裝置及兩支氣槍，懷疑可以組裝為電子發射氣槍。此外，元朗警區補充在事件中，警察共21次使用胡椒噴剂，有10名警務人員受傷，當中7人需要被送往醫院被醫療。
其中32名被落案控告以相關罪名，於同月3日在屯門裁判法院提堂，全部被告暫時毋須答辯，案件押後至4月再審訊。所有被告均獲准保釋，不過被裁判官頒下禁足令，保釋期間不准進入元朗市中心或者整個元朗區，其中3名被告由於在元朗區上學或者工作而申請及豁免。另外2名被落案控告以管有攻擊性武器及管有違禁武器合共3條罪名，於同月4日在屯門裁判法院提堂，全部被告暫時毋須答辯，案件押後至4月16日再審訊。兩名被告均獲准保釋，不過被裁判官頒下禁足令，保釋期間不准進入整個元朗區。
其中17人4月28日於屯門裁判法院再訊，控方索取律政司意見後，決定撤銷其中12人的控罪；另有兩名被告承認在公眾地方打鬥，各罰款1000元。

## 影響
光復元朗造成不少商舖於營業時間內拉下鐵閘，不少店舖、特別是藥房等於光復元朗抗議活動開始前半小時就拉下鐵閘；高峰時期，約40間至逾50間商舖、食肆、琴行、文具舖乃至便利店等等均關門，直至近晚上8時才陸續恢復營業，有東主表示其生意額最多少5成。加上部份水貨客為了避開抗議活動而轉往其他地區購物，以及農曆新年期間少了中國大陸旅客遊覽香港，部份東主表示生意比較平時少5至7成。而位於奶粉批發城這間被示威者視為示威目標的店鋪的隔壁美味棧則曾經落閘個多小時，生意額因而大幅度減少7成，由平時逾10,000港元收入減少至逾3,000多元。而元朗至福田口岸的小巴站職員透露，當日中國大陸乘客比較平日少了兩成。。
而本來人潮如水的元朗大馬路於光復元朗舉行期間演變成為被示威者、警務人員和記者佔據，元朗大馬路的來回方向全線封閉，輕鐵服務以及多條途經巴士路線服務一度受到影響，此外，多架途徑車輛圍困。
傳媒聯絡隊的角色為在協調傳媒在公眾活動現場的採訪事務，毋須與示威者接觸，故此於執勤時並不佩戴任何裝備。不過針對有傳媒聯絡隊人員被圍毆的事件發生，有關單位其後檢討裝備，決定即時起讓傳媒聯絡隊配備胡椒噴劑及警棍，至於手銬則視乎情況而決定，並且於有需要的時候，安排傳媒聯絡隊人員必須以雙人合作的方式執勤。
元朗警區刑事調查隊女督察管泓珊在康樂路執勤期間被認為不禮貌及呼喝示威者，要求示威者從馬路退回行人路上，當示威者仍然不聽從勸告，她表明對方再不合作就會以阻礙公職人員執行職務罪名拘捕，「唔走即拉（不走的話，立即拘捕）」，而被網絡媒體《聚言時報》業餘記者攝影及將段片上傳至其社交網絡專頁，而中國傳媒轉載報道時就形容該名女警務人員「过程不论语言、动作、眼神均十分泼辣，但无可挑剔，可见其素质之高，点赞。」。此外，她被網民認出為雨傘革命後，由警察公共關係科製作、為求改善警察形象的宣導片段（《香港人 香港警察》系列〈巾幗不讓鬚眉〉）中的受訪者之一，大批網民將其「起底」，將其個人資料，包括姓名、辦公室地址、電話號碼及傳真號碼等等公開資料，乃以曾經就讀中學及大學及私人住址等個人資料都悉數被公開，而且備受網絡欺凌。

## 回應
- 對於光復元朗抗議活動，被影響的店鋪東主意見紛紜，部份人認為生意遭受到嚴重打擊、不希望再有影響商業活動的示威活動，又認為沒有水貨客，將會嚴重影響經濟；亦有東主認為當局有責任疏導市民的情緒，並且維持社會秩序。有原居民表示反對光復元朗抗議活動，認為自由行成功為元朗區的經濟帶來生氣，外界不應該輕言反對自由行；亦有居民表示，水貨客的確影響居民的日常生活，此個問題囤積多時，不少水貨客經常在路邊執貨，自己亦曾經被水客貨所拖拉的行李篋輾過，希望政府部門正視[66][67]，然而就希望抗議活動可以在和平下進行。有專門招待自由行客人的東主指出，部份熟客表明因為抗議活動而提早來到香港購買，表示理解公眾對自由行持有反對意見，只要不滋擾商戶及旅客，都會尊重遊行者的意見。另外，有人途人接受訪問時表示，認為有關的光復活動意義不大，而且元朗區的街道比賽峽窄，有關活動擾民。亦有居民指摘示威者：「搞搞震，嘥咗幾多人力物力！（鬧事，浪費了多少人力物力！）」一名來訪香港購買的中國大陸遊客則指出，並不多中國大陸遊客在元朗購物不多，批評示威者是反動派[22]，另外，有元朗原居民認為光復元朗抗議活動參與者不足500名，而且大多數為區外人為主，缺乏代表性。居民希望雙方示威者保持克制，不要借故搗亂，以至情緒失控；又批評有政黨乘機撈取政治本錢[68]。
- 亦有其他自稱為元朗區居民人士支持光復元朗抗議活動，表示大量中國大陸水貨客湧來香港，推高元朗區的租金和物價，街道變得非常擠擁，認為可以收緊一簽多行政策。有元朗商家支持示威者：「我對他們有信心，不會麻煩到我們，他們為市民出一份力，他們是反水貨客，不是反對我們。」她批評水貨客阻礙通道抬高物價租金。亦有商家表示中立：「雖然少了一半生意額，但是他們不會破壞商舖，每個人都有表達意見的自由。」元朗區議會區議員王威信表示，中國大陸水貨客集中在元朗區的主要幹道購物，阻塞交通，影響居民，要求修建遠離市區的購物區，而且自由行有很大的弊端，不能夠忽視[69][70]。
- 元朗區議會主席梁志祥於同日晚上會見記者，由於光復元朗抗議活動遊行路線附近的商戶均自行拉下鐵閘，故此未有造成財物損失，不過有關抗議活動影響商戶經營及區內交通，對於爆發連場衝突，感到遺憾[21]。他認為示威者是次採用了比較「粗暴」及「四處生事」的手法，「極其遺憾」。他又認為今日元朗區居民（即指反對者）「做得非常好、非常克制」。他同時稱讚警察的行動專業克制，能夠即時採取拘捕行動。鑑於有傳聞黑社會份子加入反對者群眾中，梁志祥表示黑社會份子都是市民的一份子，難以阻止他們，惟他沒有聯絡相關入物，亦對黑社會之事不知情[71][72]。
- 熱血公民創辦人黃洋達於光復元朗抗議活動中失蹤，惹來不少網民及參與者批評。黃洋達於同日晚上在其社交網站戶口留言致歉：「抱歉，小弟領導無方，今日『熱血公民』表現很惡劣，明早我會在（網上電台）節目中向大家鄭重道歉。……組織大左（咗）就膠化，我地（哋）都唔例外，要深刻反省。」[73]到3月1日在其網台節目中致歉，表示昨日的行動成員毫無機動性。他會為事件負最大責任[74]。至同日，黃洋達在其網上電台節目中致歉，表示於昨日舉行的光復元朗抗議活動，成員毫無機動性及應變能力，他將會為事件負上最大責任[74]。
- 保安局局長黎棟國表示，任何表達意見方式都須合法，警方絕不容忍違法行為，特別是涉及暴力衝擊的行為，警方都會果斷執法。他又補充，執法部門於農曆新年前執行過相關的執法行動，有關問題已經改善，並且強調，相關部門將會繼續打擊相關違法行為。
- 亞洲電視新聞部於同日晚上發表聲明，對於該台記者被警務人員無故施襲表示遺憾，要求警方切實保障記者的採訪自由、權利及人身安全，並且即時展開調查。元朗警區警司柳美欽回應時解釋，警察施放胡椒噴劑前有給予警告，混亂間波或許波及傳媒職員「相信有機會是意外」，射擊對象並非記者，以至警務人員本身亦被誤中[75][76]。
- 立法會議員王國興指出，示威者帶備大批攻擊性武器參與，顯然有意製造流血事件，要求警方對他們絕不能夠容忍，作出拘捕及迅速檢控是正確做法[77]。

## 迴響
- 元朗區議會主席梁福元於翌日的一個廣播電台節目中表示，元朗區的水貨客問題並非太嚴重。不過他認為元朗區的街道比較峽窄，而且遊人多，已經有相關的計劃進行改善。梁福元又認為水貨客問題應該由政府負責，而非由個別團體抗議及發動示威活動。多名元朗區居民致電電台反駁梁福元的說法，認為梁福元不代表元朗居民，表示他所謂「水貨客問題並非太嚴重」縐屬從個人利益出發的掩耳盜鈴言論。居民表示光復元朗雖然有點帶來混亂，不過水貨客因而少了，在社區環境舒服得多[78]

對於光復元朗抗議活動爆發衝突，運輸及房屋局局長張炳良於翌日的《在晴朗的一天出發》電台節目中形容，多旅客是福亦是壓力，有需要留意承受量的問題，此點是香港政府正在思考的問題，以避免令人認為政策過份地傾斜，以致對香港人構成太大壓力。不過他指出，不應該僅將問題針於旅客。
- 工聯會立法會議員兼任港區人大政協委員陳婉嫻表示，將會在兩會上反映近日在各區的反水貨客抗議活動。她形容在元朗區爆發的衝突嚴重，當中有人情緒比較激烈，她相信香港政府及中央政府都關心事件，希望大家能夠想辦法，有商有量地解決問題[80][81]。
- 商務及經濟發展局局長蘇錦樑批評少數人在光復元朗抗議活動中的激進態度及動粗行動，嚴重形響市場運作及市民生活，香港政府對此是極度反對，強調香港社會只會支持理性地表達的訴求。他又表示，不應將水貨客和旅客混為一談[82]。香港政府正在檢討自由行人數及結構，研究如何調節港澳個人遊及一簽多行政策，香港行政長官梁振英到訪北京後將會同有關部委討論[83]。蘇錦樑強調，自由行對香港很重要，不能夠一刀切地改變政策，取消一簽多行等等建議屬於大幅度的調整，需要小心考慮；即使調整次數，議員之間亦有不同意見，需要考慮不同方案所帶來的影響，並且需要顧及有正常活動需要的人等。
- 中國大陸官方傳媒新華社有引述報道光復元朗抗議活動，報道香港個別激進團體發起所謂的「光復元朗」行動，對元朗區的商戶造成滋擾。香港市民及一些社會團體對示威者的行為表示極度憤慨，並且要求警方嚴正執法[84]。
- 除了本地及國內的報道，光復元朗亦被外國媒體相繼報道，包括美國有线电视新闻网於同月4日以《Hong Kong to Chinese shoppers: 'Go home'》為標題報道，當中提出了「為何香港人不覺得自己是中國人？（Why Hong Kongers dont feel Chinese?）」的疑問，並且指出「很多香港人不覺得自己很中國」「Many Hong Kongers just don't feel very Chinese」[85]。

## 相關參見
- 上水站
- 光復上水站
- 光復屯門
- 捍衛沙田
- 港澳個人遊
- 香港自治運動 (組織)
- 香港獨立運動
- 光復東涌